# Estadi Miguel Grau (Piura)
L'Estadi Miguel Grau, que deu el nom a l'heroi peruà Miguel Grau Seminario, està ubicat a Piura, ciutat de la regió homònima. Va ser inaugurat el 7 de juliol de 1958 i ha estat remodelat diverses vegades (la darrera vegada va ser per la Copa Amèrica 2004), fins a arribar a la capacitat actual de 25.000 espectadors. Els seients de l'estadi estan distribuïts en quatre tribunes. També disposa de quatre torres de llum artificial que arriben als 1000 lux d'il·luminació.
Principalment hi juguen l'Atlético Grau i el Deportivo UNP, que disputen la Liga Superior de Piura. També és seu secundària del Club Alianza Atlético de Sullana, que participa en la lliga peruana de futbol.

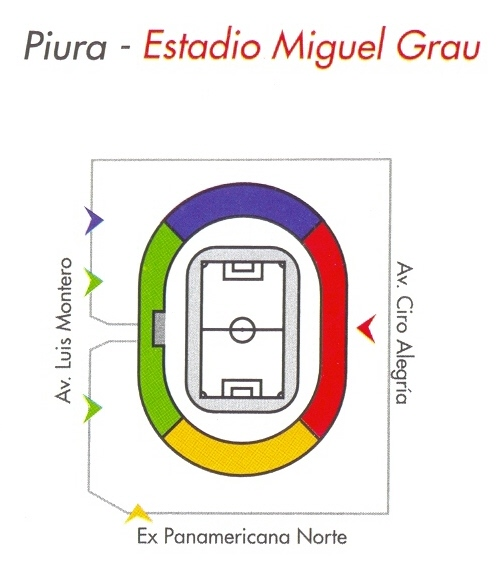
Esquema de l'estadi.